# Owston and Newbold
Owston and Newbold is een civil parish in het bestuurlijke gebied Harborough, in het Engelse graafschap Leicestershire.